# OPAK (groupe belge)
Pour les articles homonymes, voir Opak.
OPAK est un collectif belge de hip-hop, originaire de Bruxelles. Le groupe publie un premier album studio, L'arme à l'œil, en 2004, suivi par un second album studio, Dénominateur commun en 2006.

## Historique
Opak est formé en 2002,. Après être apparus sur plusieurs mixtapes ou sur divers autres projets fin des années 1990 et début des années 2000, les MCs du collectif publient leur premier album L’arme à l’œil en 2004,, dans lequel ils ont pu entre autres compter sur la présence de S.Kaa de Rainy Dayz, d’Akro du groupe Starflam et de James Deano, trois MCs belges reconnus. Dans la foulée le collectif se retrouvait sur la scène du Dour festival. Se sont ensuivies des apparitions scéniques un peu partout en Belgique, les membres du collectif tournent aussi bien ensemble qu'en solo.
Fin 2006, OPAK publie son deuxième album, Dénominateur commun,,. Il fait participer les parisiens des Zakariens, l'avant-dernière piste laisse le micro à de nombreux MCs belges comme Pablo Andres, L'Hexaler, 13Hor, Convok, Stan, Seism'Ayor, Lamser, Noko Bimb's, D'Jhonny Six, MessBass, Xtral, Jason Blood, Ol Star, Inox, S.Kaa, et Imani Fakir. 
En 2009, Scylla se lance dans une carrière solo. À l'heure actuelle Scylla, Masta Pi et l'AB7 travaillent sur leurs albums solos. Lors d'un entretien avec Le Bon Son, lorsque l'auteur de l'artiste lui demande s'il y aura un futur projet au sein d'OPAK, Scylla répond : « Non, ce n’est pas d’actualité. J’ai partagé des moments inoubliables avec le collectif : scènes, etc. Ou tout simplement des instants « humains ». »

## Style musical
Le principe du collectif inspiré du dicton « L'union fait la force » est fort différent de celui de « groupe » car les MCs restent indépendants dans leurs choix artistiques (projets auxquels ils participent, featurings, etc) et dans leurs thèmes abordés en solo. Ayant chacun une personnalité différente, chaque MC développe dans son rap ce qu’il a envie d’exprimer. OPAK prône un rap engagé mais non violent, traitant de sujets quotidiens (les enfants mal traités, la maladie, les femmes, le monde, le milieu du rap, l’environnement, le divorce, etc).

## Discographie

### Albums studio
- 2004 : L'arme à l'œil
- 2006 : Dénominateur commun

### Albums solos
- 2009 : Immersion (maxi 5 titres de Scylla)
- 2009 : To Bitch Or Not To Bitch (album solo de L'AB7/L'AB2C)
- 2011 : En quelques lignes (divers freestyles de Masta Pi)
- 2011 : Amuse Gueule (maxi 5 titres de L'AB7)
- 2011 : Thermocline (EP 9 titres de Scylla)
- 2012 : Les sens s'enflamment (album solo de Masta Pi)
- 2012 : L'habit ne fait pas l'AB (album solo de L'AB7)
- 2012 : Second Souffle (EP solo de Scylla)
- 2013 : Abysses (album solo de Scylla)
- 2017 : Masque de Chair (2e album solo de Scylla)
- 2017 : Aspirations (album solo de Karib)
- 2019 : BX Vice (album solo de Scylla)